# ایمی اکاف
ایمی لین اکاف (به انگلیسی: Amy Lyn Acuff) (متولد ۱۴ ژوئیه ۱۹۷۵ در شهر پورت آرتر، تگزاس) یک ورزشکار رشته پرش ارتفاع و مدل آمریکایی است.
وی در رشته پرش ارتفاع عضو تیم ملی ایالات متحده آمریکا است و در پنج دوره پیاپی بازی‌های المپیک از ۱۹۹۶ تا ۲۰۱۲ حضور داشته‌است. بهترین نتیجه او در المپیک ۲۰۰۴ آتن بود که با پرشی به ارتفاع ۱٬۹۹ متر نفر چهارم شد.
آکاف تاکنون یازده بار قهرمان پرش ارتفاع آمریکا (۶ بار در فضای باز و ۵ بار داخل سالن) شده‌است. رکورد شخصی او ۲٬۰۱ متر است که در سال ۲۰۰۳ بر جا گذاشت. او سال ۲۰۱۱ در سن ۳۶ سالگی توانست با پرش ۱٬۹۵ متری سهمیه حضور در المپیک ۲۰۱۲ لندن را کسب کند. قهرمانی یونیورسیاد دانشجویان جهان در سال ۱۹۹۷، مدال برنز جام جهانی دو و میدانی ۲۰۰۶، قهرمانی جوانان جهان در ۱۹۹۴، قهرمانی جوانان پان امریکن در ۱۹۹۳، و پنج بار قهرمانی دانشجویان آمریکا از دیگر عناوین اوست.
ایمی آکاف فارغ‌التحصیل رشته تربیت بدنی از دانشگاه یوسی‌ال‌ای در ایالت کالیفرنیا است. وی همسر تای هاروی ورزشکار سابق رشته پرش با نیزه است. او ۱۸۸ سانتی‌متر قد و ۶۶ کیلوگرم وزن دارد.

## مدلینگ
وی به کار مدلینگ نیز اشتغال دارد. شماره سپتامبر ۲۰۰۴ مجله پلی‌بوی در گرماگرم المپیک ۲۰۰۴ آتن عکسهای برهنه و نیمه برهنه تعدادی از ورزشکاران زن تیم‌های ملی آمریکا را به چاپ رساند که از این میان تصویر آکاف به عنوان عکس روی جلد مجله استفاده شد.